# Tanka (minorité)
Pour les articles homonymes, voir Tanka.

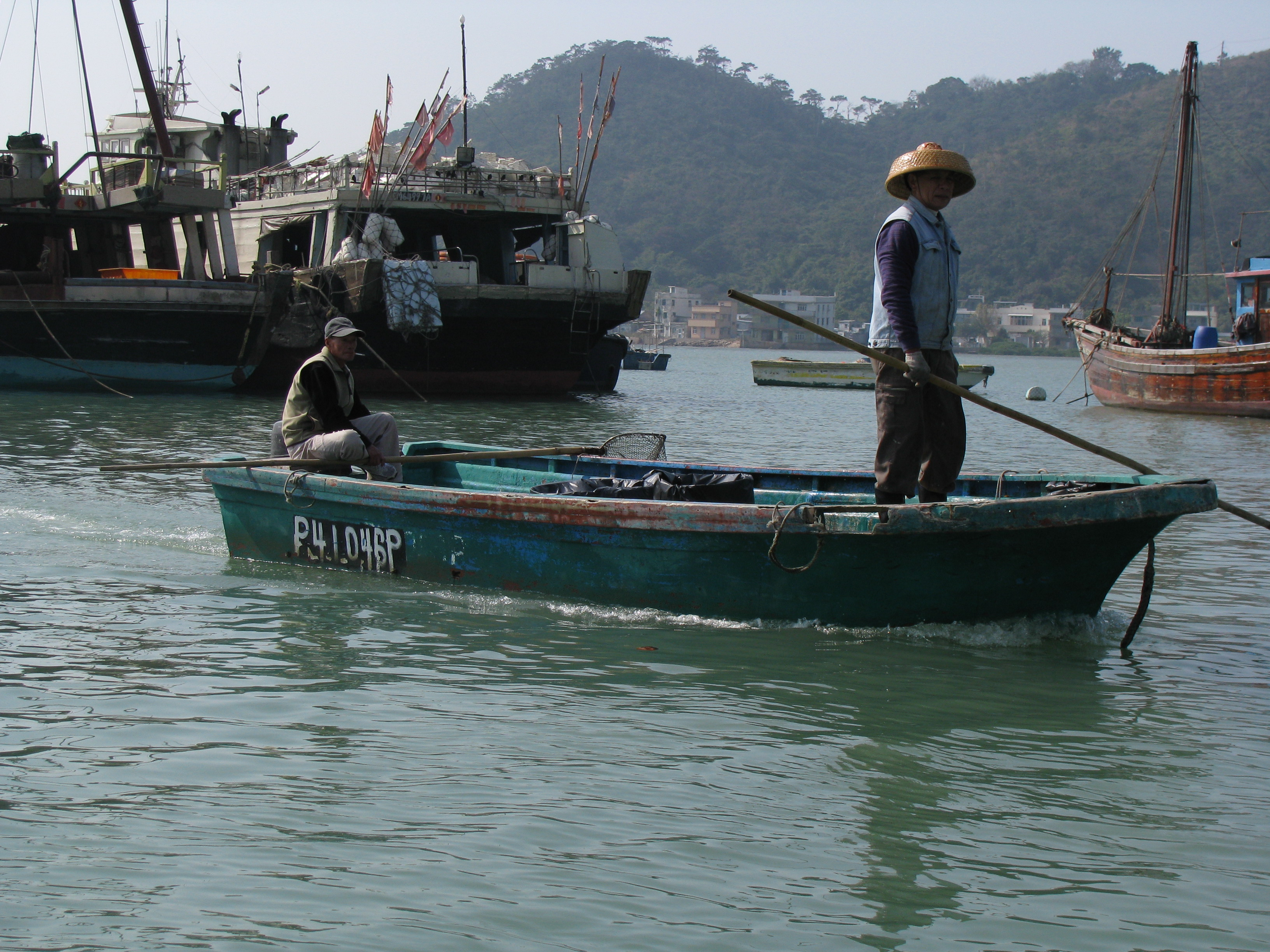
Deux Tankas sur leur bateau

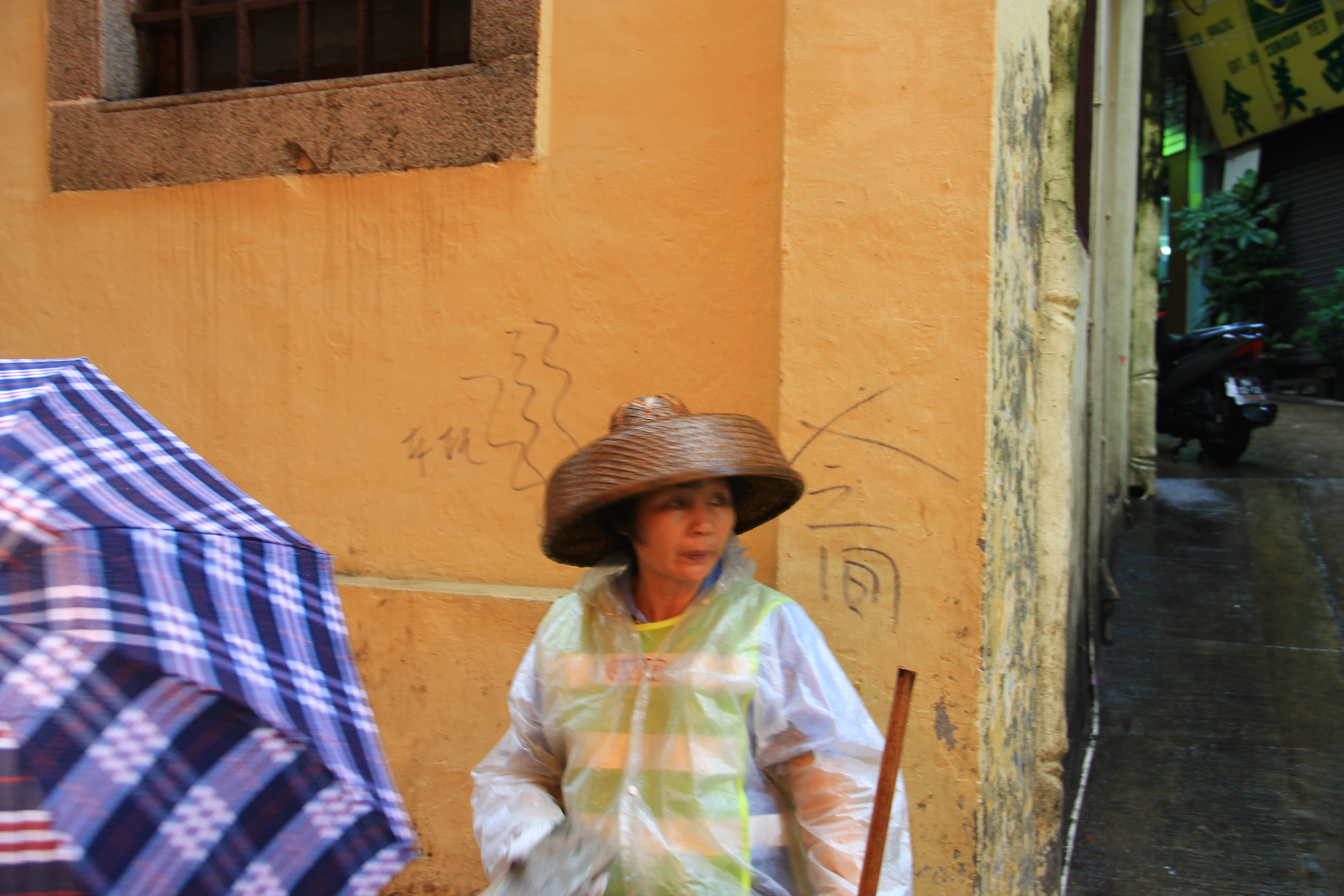
Femme tanka à Macao

Les Tankas (蜑家/疍家, pinyin : Dànjiā, jyutpin : Daan6gaa1), ou « peuple des bateaux », est une population minoritaire du Sud de la Chine qui vit traditionnellement dans des jonques, sur les côtes des provinces du Guangdong, Guangxi, Fujian, Hainan et Zhejiang, ainsi qu'à Hong Kong et Macao. Bien qu'une grande partie vive maintenant sur terre, quelques membres des anciennes générations vivent encore sur leurs navires étroits et poursuivent leur forme de vie et activité de pêche traditionnelle.